# Mesoamerika

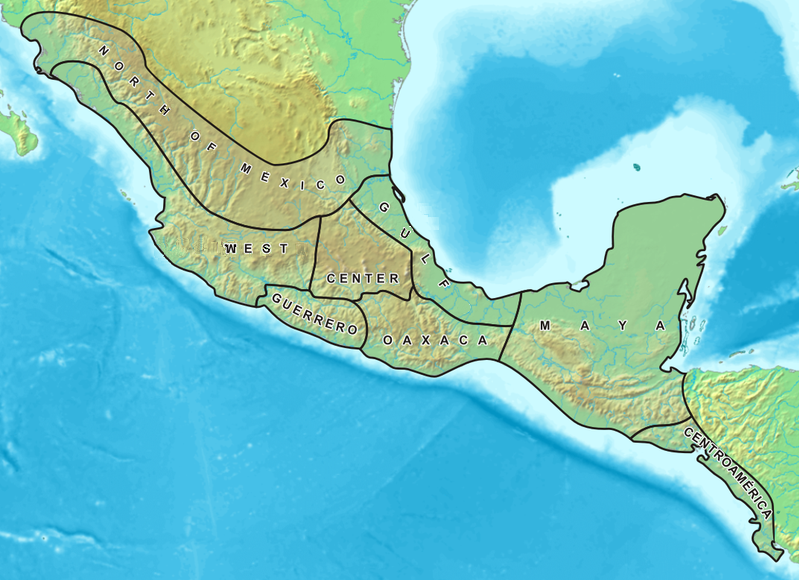
Delar av Mesoamerika.

Mesoamerika (meso- från grekiska mesos: 'i mitten') är ett kulturområde i Mexiko och Centralamerika. I Mesoamerika blomstrade en lång rad kulturer under perioden från 1000 f.Kr. tills de spanska conquistadorerna anlände till området 1519. Dessa kulturer avlöste varandra eller existerade sida vid sida och influerade varandra. Än idag finns mycket av de gamla kulturerna kvar i bland annat maträtter och tygmönster.

## Utsträckning
Begreppet Mesoamerika används företrädesvis inom arkeologi, antropologi och lingvistik. Det syftar på ett otydligt avgränsat område runt de gamla högkulturerna i Mexiko och söderöver längs med den centralamerikanska landbryggan. Oftast når det upp till kanten av den nordmexikanska öknen i norr (ungefär längs med Kräftans vändkrets) och i söder till in i Honduras och El Salvador. Detta inkluderar det mesta av Mexiko, hela Belize och hela Guatemala.
Ibland inkluderas också kustlandet förbi Nicaragua och in i västra Costa Rica i begreppet Mesoamerika.

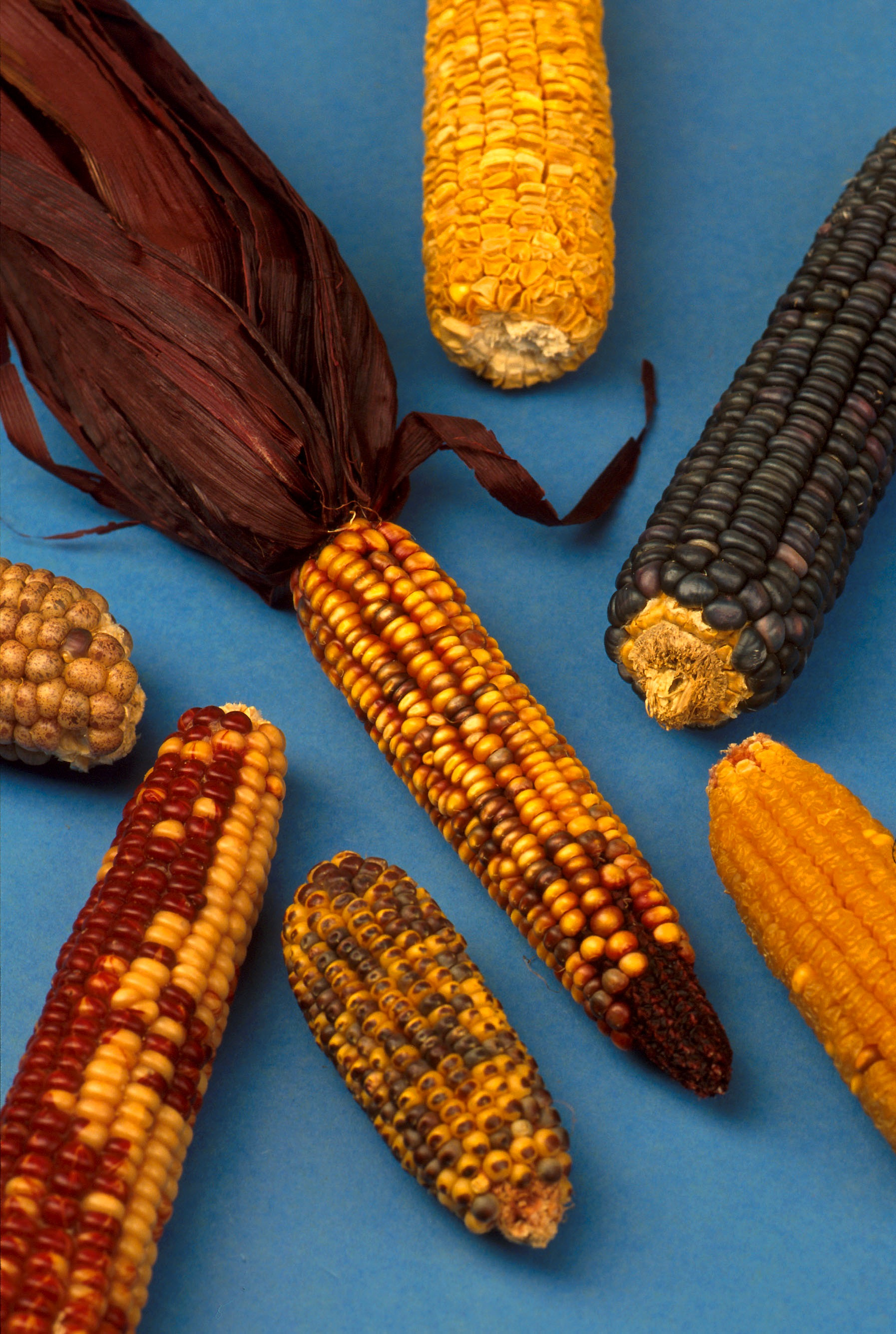
Majssorter från Mesoamerika.

## Gemensamma drag
Kulturerna i Mesoamerika har många gemensamma drag. Under olika tidsperioder och på olika platser dyrkade man samma gudar. Människooffer och rituella bollspel var typiska kulturdrag som förekom på många ställen. Maten, speciellt den genomgående användningen av majs och bönor, är gemensam för hela regionen.

## Kulturer
En lång rad högstående kulturer och civilisationer har blomstrat i Mesoamerika:
- Olmekernas rike blomstrade i staterna Veracruz och Tabasco i Mexiko från 1400 f.Kr. till 400 f.Kr.
- Mayakulturen blomstrade från 400 f.Kr. fram till cirka 1540 i ett stort område på Yucatánhalvön, i Chiapas, i Belize, i Guatemala, i El Salvador och i Honduras.
- Zapotek- och mixtek-kulturerna blomstrade i Oaxaca från före början av vår tideräkning tills kulturerna avlöstes av aztekerna på 1400-talet.
- Teotihuacán var en stad med inflytande som upplevde sin storhetstid omkring åren 300–600.
- Klassisk Veracruz är namnet på en civilisation som blomstrade i delstaten Veracruz från ca 600 till ca 900, med sitt centrum i El Tajín.
- I västra Mexiko, i området Michoacán/Jalisco avlöste en rad kulturer varandra, varav Purépecha-kulturen blev den sista.